# Arleta (Los Angeles)
Arleta – obszar niemunicypalny w Hrabstwie Los Angeles w północno-wschodniej części San Fernando Valley.
Dzielnica była uważana za "umiarkowanie zróżnicowaną" etnicznie w Los Angeles, ze stosunkowo wysokim procentem Latynosów. Szczegółowe rozbicie: Latynosi – 71,7%; Azjaci – 11,0%; biali – 13,2%; czarni – 2,2% pozostali – 1,9%. Meksyk (55,3%) oraz Salwador (11,2%) były najczęstszymi miejscami narodzin 46% mieszkańców, którzy urodzili się poza granicami USA, nawet dla Los Angeles jest to wysoki procent.

## Geografia i transport
Arleta graniczy z dzielnicami Los Angeles Mission Hills i North Hills na północy, Sun Valley na wschodzie, Pacoima na północnym zachodzie i Panorama City na zachodzie. Dzielnica leży na obszarze 29. dystryktu federalnego California's 29th congressional district i 6. dystryktu Los Angeles City Council.
Do Arlety można dojechać autostradą międzystanową I-5 i autostradą Hollywood Freeway (SR 170). Głównymi arteriami są Van Nuys Boulevard, Woodman Avenue, Arleta Avenue oraz ulice Sheldon, Branford, Osborne i Terra Bella. Przez dzielnicę przebiega linia 744 systemu szybkiego transportu autobusowego Metro Rapid, linia 158 systemu transportu autobusowego Metro Local.
Granice Arlety tworzą Paxton Avenue na północnym zachodzie, Laurel Canyon Boulevard na północnym wschodzie, Tonopah Avenue na południowym wschodzie i Woodman Avenue na południowym zachodzie.

## Rekreacja
W Arleta znajduje się Branford Park. Obiekt posiada widownię, oświetlone boiska do baseballa, oświetlone odkryte boiska do koszykówki, plac zabaw dla dzieci, kryte sale gimnastyczne, kuchnię, salę muzyczną, stoły piknikowe, oświetlone boisko do piłki nożnej, oświetlone korty tenisowe, boiska do siatkówki i wiele innych obiektów sportowych, rekreacyjnych i użytkowych. Kolejnym parkiem jest Devonshire Arleta Park.

## Galeria

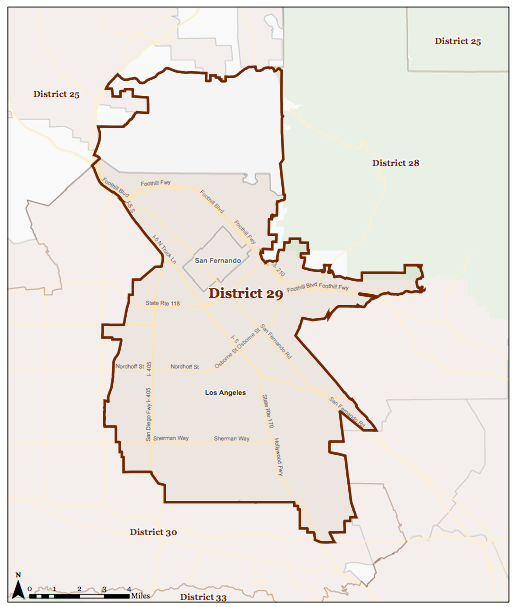
Mapa 29 dystryktu
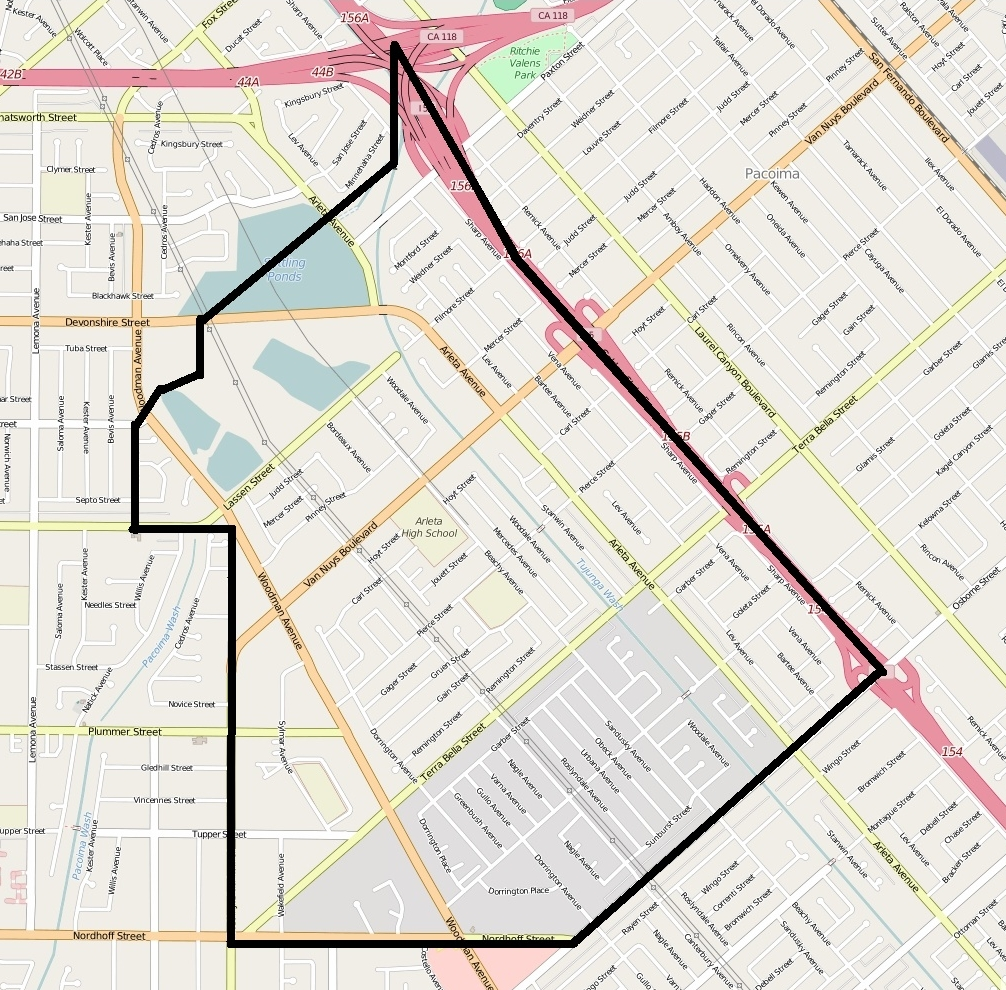
Mapa Arlety na podstawie map Google